# Ecnomina incisura
Ecnomina incisura là một loài Trichoptera trong họ Ecnomidae. Chúng phân bố ở miền Australasia.